# Deep Impact (häst)
Deep Impact, född 25 mars 2002, död 30 juli 2019, var ett japanskfött engelskt fullblod, mest känd för att ha tagit en japansk Triple Crown (2005), samt segrat i Japan Cup (2006), samt tre andra grupp 1-löp i Japan. Efter tävlingskarriären blev han ledande avelshingst i Japan nio år i rad från 2012 till 2020.

## Bakgrund
Deep Impact var en brun hingst efter Sunday Silence och under Wind in Her Hair (efter Alzao). Han föddes upp av Northern Farm och ägdes av Kaneko Makoto Holdings Co.. Han tränades under tävlingskarriären av Yasuo Ikee.
Deep Impact tävlade mellan 2004 och 2006, och sprang in totalt 1 454 551 000 yen på 14 starter, varav 12 segrar och 1 andraplats. Han tog karriärens största segrar i Yayoi Sho (2005), Satsuki Sho (2005), Tokyo Yushun (2005), Kobe Shimbun Hai (2005), Kikuka Sho (2005), Tenno Sho (vår) (2006), Takarazuka Kinen (2006), Japan Cup (2006) och Arima Kinen (2006).

## Karriär
Som treåring 2005 lyckades Deep Impact ta en japansk Triple Crown, då han segrat i Yayoi Sho, Satsuki Sho och Tokyo Yushun. Han blev den första hästen sedan Narita Brian 1994 att ta titeln. Han blev även den första obesegrade japanska Triple Crown-vinnaren sedan Symboli Rudolf 1984.
Som fyraåring 2006 segrade han bland annat i Tenno Sho (vår) och Takarazuka Kinen, innan han skickades för att delta i Frankrikes mest prestigefyllda löp, Prix de l'Arc de Triomphe. Han var spelad till storfavorit i löpet, men slutade trea. Under fyraåringssäsongen segrade Deep Impact även i Japan Cup och Arima Kinen, innan han avslutade sin tävlingskarriär.

### Som avelshingst
Deep Impact stallades upp som avelshingst på Shadai Stallion Station i Abira, Hokkaido, där han blev en av världens mest dominerande hingstar. Han blev ledande avelshingst i Japan nio år i rad från 2012 till 2020. 
2020 tog hans son Contrail en japanska Triple Crown obesegrad, precis som sin far.
Den 30 juli 2019 avlivades Deep Impact efter att ha drabbats av en fraktur. 2019 års Japan Cup utsågs till Deep Impact Memorial.